# 하플로그룹 K (Y-DNA)
하플로그룹 K (K-M9)는 인류 Y-염색체 DNA 하플로그룹의 일종으로, 하플로그룹 IJK의 하위 분기이며 지금으로부터 약 47000년~50000년 전에 남아시아나 서아시아에서 처음 발생하였을 것으로 보인다.
K*는 매우 드물고 연구가 잘 이루어져 있지 않으나, 동남아시아 도서 지역과 멜라네시아에서 비교적 높은 비율로 존재하는 것으로 추정된다.
K의 하위 분기들은 세계적으로 널리 분포되어 있으며, K의 직계 분기는 하플로그룹 K2와 하플로그룹 LT이다. LT는 K1이라고도 하며, 그 하위의 L (M20)은 K1a, T (M184)는 K1b라고도 한다. LT*는 현대인에게서도 유골에서도 발견된 적이 없다.
K2의 하위 분기로 K2a와 K2b가 있으며 K2*는 오스트레일리아 원주민의 약 27%에게서 발견된다. K2a*는 현대인에게서는 확인된 적이 없고, 각각 서부 시베리아와 발칸 반도에서 발견된 후기 구석기 시대 유골 우스티이심인(Ust'-Ishim man)과 오아세-1(Oase-1)에서 확인되었다. K2a의 유일한 직계 분기 K-M2313*는 인도 텔루구인과 말레이계 싱가포르인 이렇게 단 2명의 개인에게서 확인된 적이 있다. K-M2313의 직계 분기로 보이는 K-Y28299는 인도 출신의 3명의 개인에서 확인된 적이 있고, 한때 K2a (M2308)*와 동일한 것으로 여겨지던 NO (M214)*는 현재까지 현대인에게서도 유골에서도 발견된 적이 없다.
K2b*는 현대인 남성에게서는 확인된 적이 없으나 중국의 후기 구석기 시대 유골 톈위안인(Tianyuan man)에서 확인되었다. 하위 분기로 K2b1(과거 하플로그룹 MS로 알려짐)과 하플로그룹 P가 있다.

## 계통수
하플로그룹 K-M9 계통수
- K 
  - K*: 해양동남아(인도네시아, 말레이시아, 브루나이, 싱가포르, 필리핀, 동티모르), 멜라네시아
  - LT (K1): LT*는 발견된 바 없음.
    - L (K1a)
    - T (K1b)

  - K2
    - K2*: 오스트레일리아 원주민에게서 고비율로 발견됨.
    - K2a
      - K2a*
      - K2a1
        - K2a1*
        - NO
          - N: 주로 유라시아 북부에 분포.
          - O: 주로 동아시아, 동남아시아, 태평양 제도에 분포.

    - K2b
      - K2b1
        - S: 주로 파푸아뉴기니.
        - M: 주로 파푸아뉴기니 및 폴리네시아.

      - P (K2b2)
        - P*: 아에타족에게서 발견됨.
        - P1
          - P1*: 투바인, 니브흐인, 알타이인에게서 고비율로 발견됨.
          - Q
          - R

        - P2: 아에타족에게서 발견됨.

    - K2c (P261): 발리섬에서 드물게.
    - K2d (P402): 자와섬에서 드물게.
    - K2e (M147): 극도로 희소; 남아시아에서 단 2건.